# Antonio Piccolo
Antonio Piccolo (* 7. April 1988 in Neapel) ist ein italienischer ehemaliger Fußballspieler.

## Karriere

### Verein
Piccolo wechselte 2005 aus der Jugend von Salernitana Calcio in die von Piacenza Calcio. Piacenza übernahm ihn ab 2006 auch in den Profikader und er kam gelegentlich zu Einsätzen. Um Erfahrungen zu sammeln verlieh man ihn 2008 für eine Saison an die US Foggia. Bis 2011 spielte er weiterhin für Piacenza und konnte in insgesamt 41 Spielen fünf Tore erzielen. Piccolo wechselte zum AS Livorno und spielte bis Anfang 2013 dort. Im Januar verlieh man ihn für die Rückrunde der Saison 2012/13 an die SS Virtus Lanciano, von der er im Juli fest verpflichtet wurde.

### Nationalmannschaft
Piccolo durchlief die U-15-, U-16-, U-17- sowie U-19-Nationalmannschaft Italiens.